# Флагман 1-го ранга
Флагман 1-го ранга — воинское звание Морских Сил Рабоче-Крестьянской Красной Армии Союза ССР (МС РККА СССР).

## История
Звание было введено Постановлением ЦИК СССР и СНК СССР от 22 сентября 1935 года утверждено постановлением Совета Народных Комиссаров СССР № 2591 для Морских сил РККА СССР от 22 сентября 1935 года и объявлено приказом Народного Комиссара обороны № 144 от 26 сентября 1935 года. Было отменено 7 мая 1940 года в связи с введении новых званий утвержденных Указом Президиума Верховного совета СССР «Об установлении воинских званий высшего командного состава Военно-Морского Флота».
Выше флагмана 2-го ранга, ниже флагмана флота 2-го ранга. Соответствовало званиям комкор и корпусной комиссар; аналог воинского звания вице-адмирал в российском, советском и иностранных военно-морских флотах.

## Присвоение звания[3]
- 26.11.1935 — Векман, Александр Карлович (1884—1955), председатель постоянной комиссии по приему строящихся кораблей.
- 03.04.1939 — Гончаров, Леонид Георгиевич (1885—1948), начальник кафедры тактических свойств оружия артиллерийского факультета Военно-морской академии ВМФ им. К.Е. Ворошилова.
- 20.11.1935 — Душенов, Константин Иванович (1895—1940), командующий Северной военной флотилией.
- 22.02.1938 — Исаков, Иван Степанович (1894—1967), заместитель наркома Военно-Морского Флота СССР.
- 20.11.1935 — Кадацкий-Руднев, Иван Никитич (1889—1938), командующий Амурской военной флотилией.
- 20.11.1935 — Киреев, Григорий Петрович (1890—1938), помощник командующего Тихоокеанским флотом.
- 03.04.1939 — Левченко, Гордей Иванович (1897—1981), командующий Балтийским флотом.
- 20.11.1935 — Лудри, Иван Мартынович (1895—1937), заместитель начальника Морских Сил РККА.
- 17.02.1936 — Немитц, Александр Васильевич (1879—1967), заместитель инспектора Морских Сил РККА.
- 03.04.1939 — Октябрьский, Филипп Сергеевич (1899—1969), командующий Черноморским флотом.
- 20.11.1935 — Панцержанский, Эдуард Самойлович (1887—1937), начальник Управления боевой подготовки Морских Сил РККА.
- 25.01.1937 — Сивков, Александр Кузьмич (1892—1938), начальник штаба Балтийского флота.
- 15.08.1937 — Смирнов-Светловский, Петр Иванович (1897—1940), командующий Черноморским флотом.
- 03.04.1939 — Ставицкий, Сергей Петрович (1886—1953), начальник командного факультета Военно-морской академии ВМФ им. К.Е. Ворошилова.
- 03.04.1939 — Степанов, Георгий Андреевич (1890—1957), и.о. заместителя начальника по учебной и научной части Военно-морской академии ВМФ им. К.Е. Ворошилова.
- 28.01.1940 — Трибуц, Владимир Филиппович (1900—1977), командующий Балтийским флотом.
- 05.04.1940 — Шталь, Александр Викторович (1865—1950), профессор кафедры военно-морской истории командного факультета Военно-морской академии ВМФ им. К.Е. Ворошилова.
- 03.04.1939 — Юмашев, Иван Степанович (1895—1972), командующий Тихоокеанским флотом.